# Cassi Dió
Luci Cassi Dió (grec antic: Δίων Κάσσιος, llatí: Lucius Cassius Dīo Coccēiānus; Nicea, vers 155 – després del 230), conegut també com a Dió Cassi, va ser un historiador i escriptor romà en llengua grega.

## Orígens
El seu nom era Dió, i el nomen de Cassi el va agafar segurament d'un avantpassat en obtenir la ciutadania romana sota patronatge de la gens Càssia. Era fill de Cassi Apronià, i el cognomen de Cocceià el va adoptar en honor de l'orador Dió Crisòstom Cocceià, que segons Reimar era el seu avi matern.

## Biografia
Va néixer vers el 155 a Nicea i va rebre una bona educació. Va acompanyar el seu pare a Cilícia, de la qual aquell en va ser governador, i a la mort del pare (vers 180) va anar a Roma. Arribat als 25 anys va ser nomenat senador, i va ser també edil i qüestor durant el regnat de Còmmode. En aquests anys, va actuar com a advocat a Roma. El 193, amb Pèrtinax, a qui com a senador havia votat per a emperador, va ser pretor, càrrec que de fet va exercir ja sota Septimi Sever.
Al començament del regnat de Sever va escriure un llibre sobre somnis i prodigis. Va dir que havia tingut un somni que li encarregava escriure una història del seu temps, per a la qual ja posseïa molts materials que havia recollit durant el regnat de Còmmode. Va escriure'n la primera part i la va presentar a l'emperador, que la va rebre amb aprovació. Posteriorment, Dió va decidir escriure una història completa de Roma. Es va retirar a Càpua, on va passar bona part dels següents dotze anys, durant els quals va escriure aquesta obra historiogràfica, per la qual és especialment conegut. Se suposa que va començar a recopilar materials el 201 i va començar a escriure el 211, i completà el treball el 222.
Durant el regnat de Caracal·la, va acompanyar l'emperador i va visitar Nicomèdia. Macrí el va cridar i li va donar el govern de les ciutats lliures de Pèrgam i Esmirna, que poc abans s'havien revoltat (va governar vers 218 a 221), i al final del seu govern va anar a Nicea, on emmalaltí.
Va ser cònsol, però la data se'n desconeix (entre 219 i 223), i al final del càrrec va ser enviat com a procònsol a l'Àfrica, i en tornar a Roma al final del seu govern, enviat com a legat a Dalmàcia (226) i a Pannònia (227). A la seva tornada, els pretorians el van voler matar i així ho van demanar a l'emperador Alexandre Sever, però aquest no ho va acceptar i a més a més el va nomenar cònsol per segona vegada (229), amb el mateix Alexandre Sever com a col·lega. Al final del consolat, va acompanyar l'emperador a Campània, però aviat, al·legant mala salut, es va retirar a Nicea, on va romandre la resta de la seva vida. La data exacta de la mort n'és desconeguda.
Era casat i tenia almenys un fill. És possible que un net seu, també anomenat Dió Cassi, fos cònsol l'any 291.

## Obres
Cassi Dió és conegut per la seva Història de Roma o Historia romana (Ῥωμαικὴ ἱστορία), en vuitanta volums escrits en grec, que comença amb l'arribada mítica d'Enees a Itàlia i acaba l'any 229. Dels vuitanta volums, 18 es conserven complets i 7 en fragments. De la resta, només es conserven resums fets per historiadors medievals dels segles xi i xii. A aquesta obra se li va incorporar la Història del regnat de Còmmode i, si realment era obra seva, la Història del regnat de Trajà.
També consten les obres següents, algunes de perdudes i d'altres d'erròniament atribuïdes:
- Llibre de somnis i prodigis, perdut. A la Història de Roma menciona els que fan referència a Septimi Sever.
- Història del regnat de Còmmode
- Història del regnat de Trajà, esmentat només per la Suda.
- Història de Pèrsia, esmentat per la Suda (probablement confon Dió amb Dinó, de qui se sap que va escriure una obra amb aquest títol)
- Ἐνόδια (Itineraris), mencionat també per la Suda, probablement un altre error, ja que seria obra del seu avi Dió Crisòstom, que se sap que va viatjar molt.
- Vida d'Arrià, esmentada només per la Suda.
- Una Gètica, atribuïda per la Suda, Jordanes i Freculf, però Filòstrat l'atribueix a l'avi.

## Traduccions
- Dion Casio: Historia Romana. Tomo I: Libros I-XXXV (fragmentos). Introducción, traducción y notas de Domingo Plácido Suárez. Madrid: Editorial Gredos, 2004 (Biblioteca Clásica Gredos. Volumen 325)
- Dion Casio: Historia Romana. Tomo II: Libros XXXVI-XLV. Traducción y notas de José María Candau Morón y María Luisa Puertas Castaños. Madrid: Editorial Gredos, 2004 (Biblioteca Clásica Gredos. Volumen 326)
- Dion Casio: Historia Romana. Tomo III: Libros XLVI-XLIX. Traducción y Notas de Juan Pedro Oliver Segura. Madrid: Editorial Gredos, 2011 (Biblioteca Clásica Gredos. Volumen 393)
- Dion Casio: Historia Romana. Tomo IV: Libros L-LX. Traducción y Notas de Juan Manuel Cortés Copete. Madrid: Editorial Gredos, 2011 (Biblioteca Clásica Gredos. Volumen 395)
- Dio's Roman History in nine volumes. Volume VI: Books LI-LV. Translated by Earnest Cary on the basis of the version of Herbert Baldwin Foster. London: William Heinemann Ltd., 1968 (The Loeb Classical Library. Vol. Nr. 83)
- Dio's Roman History in nine volumes. Volume VII: Books LVI-LX. Translated by Earnest Cary on the basis of the version of Herbert Baldwin Foster. London: William Heinemann Ltd., 1968 (The Loeb Classical Library. Vol. Nr. 175)